# Taça de Portugal

Logo des portugiesischen Fußballverbandes Federação Portuguesa de Futebol (FPF)

Der Taça de Portugal (deutsch Portugal-Pokal) ist ein Fußball-Pokalwettbewerb für Männerfußball-Vereinsmannschaften in Portugal. Er wird seit 1938 jährlich vom nationalen Verband, der Federação Portuguesa de Futebol (FPF), veranstaltet und ist nach der Meisterschaft der zweitwichtigste Titel im Vereinsfußball des Landes.
Der Sieger des Verbandspokals wird im K.-o.-System ermittelt. Alle Mannschaften der obersten vier Ligen sind automatisch qualifiziert, dazu kommen noch die Regionalmeister der Vorsaison. Stehst eine Partie nach regulärer Spielzeit unentschieden, kommt es zur Verlängerung. Ist das Spiel auch dann nicht entschieden, wird der Sieger durch Elfmeterschießen ermittelt.
Der aktuelle Sieger 2025 ist Sporting Lissabon, und Rekordgewinner ist Benfica Lissabon mit 26 Titeln.

## Geschichte

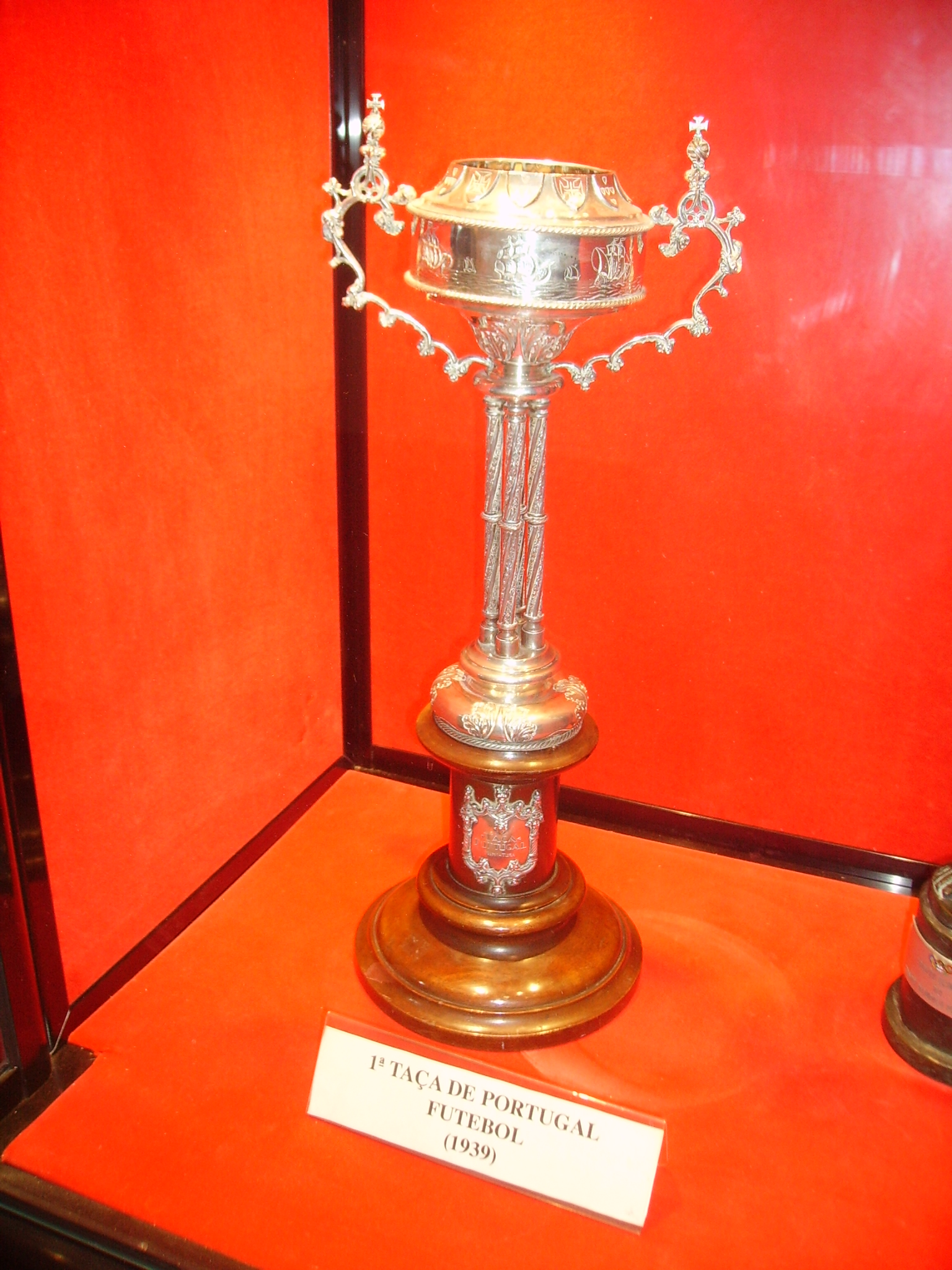
Erster portugiesischer Pokal von 1939

Im Jahre 1921 legte die Federação Portuguesa de Futebol den Grundstein für einen offiziellen landesweiten Fußballwettbewerb fest. Unter dem Namen Campeonato de Portugal (deutsch Portugiesische Meisterschaft) wurde von der Saison 1921/22 bis 1937/38 der portugiesische Meister im K.-o.-System ausgespielt. Über die Regionalen Meisterschaften qualifizierte sich die Mannschaft für den Wettbewerb.
Ab der Saison 1938/39 wurde eine rundenbasierte Liga eingeführt, die danach den Meister ermittelte. Fortan wurde der Wettbewerb unter dem heutigen Namen (Taça de Portugal) geführt.
Das Finale wird seit 1946, bis auf wenige Ausnahmen und seit 1984 ununterbrochen, im Estádio Nacional in Oeiras, bei Lissabon ausgetragen. 2020 wurde das Endspiel am 1. August im Estádio Cidade de Coimbra in Coimbra ausgetragen werden, da das Estádio Nacional von den Gesundheitsbehörden, wegen mangelnder Hygieneeinrichtungen, nicht freigegeben wurde. Auch 2021 war es Endspielort.
Von der Saison 2009/10 bis zum Jahr 2012 wurde der Wettbewerb von der Millennium BCP gesponsert. Der Pokal wurde unter dem Namen Taça de Portugal Millennium ausgetragen. Seit der Saison trägt der Wettbewerb den Namen Taça de Portugal Placard und ist nach einem Anbieter von Sportwetten benannt.

## Endspielorte
Das Pokalfinale findet üblicherweise im Estádio Nacional (deutsch Nationalstadion) in Oeiras, bei Lissabon statt. Dort fand 1946 zum ersten Mal ein Finale statt. Bisher wurden nur sechs Endspiele nicht in Lissabon gespielt. Die ersten vier wurden im Estádio das Antas in Porto ausgetragen. Die Endspiele 2020 und 2021 wurde im Estádio Cidade de Coimbra durchgeführt, da das Estádio Nacional nicht an die Anforderungen für das Hygienekonzept, wegen der COVID-19-Pandemie, heranreichte.
- In der Stadt Lissabon:
  - Estádio José Manuel Soares (5-mal): 1939, 1941, 1943–1945
  - Estádio do Lumiar (2-mal): 1940, 1942
  - Estádio José Alvalade (1-mal): 1975
- Im Ballungsraum um Lissabon:
  - Estádio Nacional in Oeiras (76-mal): 1946, 1948, 1949, 1951–1960, 1962–1974, 1978–1982, 1984–2019, 2022, 2023, 2024, 2025, zudem die Wiederholungsspiele 1978, 1979, 1990, 1994, 2000
- In Porto:
  - Estádio das Antas (4-mal): 1961, 1976, 1977, 1983
- in Coimbra:
  - Estádio Cidade de Coimbra (2-mal): 2020, 2021

## Die Endspiele im Überblick
| Saison                                                                  | Datum                       | Austragungsort                       | Sieger               | Ergebnis              | Finalist                    |
| ----------------------------------------------------------------------- | --------------------------- | ------------------------------------ | -------------------- | --------------------- | --------------------------- |
| 1938/39                                                                 | 26. Juni 1939               | Estádio José Manuel Soares, Lissabon | Académica de Coimbra | 4:3                   | Benfica Lissabon            |
| 1939/40                                                                 | 7. Juli 1940                | Estádio do Lumiar, Lissabon          | Benfica Lissabon     | 3:1                   | Belenenses Lissabon         |
| 1940/41                                                                 | 22. Juni 1941               | Estádio José Manuel Soares, Lissabon | Sporting Lissabon    | 4:1                   | Belenenses Lissabon         |
| 1941/42                                                                 | 12. Juli 1942               | Estádio do Lumiar, Lissabon          | Belenenses Lissabon  | 2:0                   | Vitória Guimarães           |
| 1942/43                                                                 | 20. Juni 1943               | Estádio José Manuel Soares, Lissabon | Benfica Lissabon     | 5:1                   | Vitória Setúbal             |
| 1943/44                                                                 | 28. Mai 1944                | Estádio José Manuel Soares, Lissabon | Benfica Lissabon     | 8:0                   | GD Estoril Praia            |
| 1944/45                                                                 | 1. Juli 1945                | Estádio José Manuel Soares, Lissabon | Sporting Lissabon    | 1:0                   | SC Olhanense                |
| 1945/46                                                                 | 30. Juni 1946               | Estádio Nacional, Oeiras             | Sporting Lissabon    | 4:2                   | Atlético Clube de Portugal  |
| 1946/47 keine Austragung aufgrund von Terminschwierigkeiten.            |                             |                                      |                      |                       |                             |
| 1947/48                                                                 | 4. Juli 1948                | Estádio Nacional, Oeiras             | Sporting Lissabon    | 3:1                   | Belenenses Lissabon         |
| 1948/49                                                                 | 12. Juni 1949               | Estádio Nacional, Oeiras             | Benfica Lissabon     | 2:1                   | Atlético Clube de Portugal  |
| 1949/50 keine Austragung aufgrund der Coupe Latine im Estádio Nacional. |                             |                                      |                      |                       |                             |
| 1950/51                                                                 | 10. Juni 1951               | Estádio Nacional, Oeiras             | Benfica Lissabon     | 5:1                   | Académica Coimbra           |
| 1951/52                                                                 | 15. Juni 1952               | Estádio Nacional, Oeiras             | Benfica Lissabon     | 5:4                   | Sporting Lissabon           |
| 1952/53                                                                 | 28. Juni 1953               | Estádio Nacional, Oeiras             | Benfica Lissabon     | 5:0                   | FC Porto                    |
| 1953/54                                                                 | 27. Juni 1954               | Estádio Nacional, Oeiras             | Sporting Lissabon    | 3:2                   | Vitória Setúbal             |
| 1954/55                                                                 | 12. Juni 1955               | Estádio Nacional, Oeiras             | Benfica Lissabon     | 2:1                   | Sporting Lissabon           |
| 1955/56                                                                 | 27. Mai 1956                | Estádio Nacional, Oeiras             | FC Porto             | 2:0                   | Sport Clube União Torreense |
| 1956/57                                                                 | 2. Juni 1957                | Estádio Nacional, Oeiras             | Benfica Lissabon     | 3:1                   | SC Covilhã                  |
| 1957/58                                                                 | 15. Juni 1958               | Estádio Nacional, Oeiras             | FC Porto             | 1:0                   | Benfica Lissabon            |
| 1958/59                                                                 | 19. Juli 1959               | Estádio Nacional, Oeiras             | Benfica Lissabon     | 1:0                   | FC Porto                    |
| 1959/60                                                                 | 3. Juli 1960                | Estádio Nacional, Oeiras             | Belenenses Lissabon  | 2:1                   | Sporting Lissabon           |
| 1960/61                                                                 | 9. Juli 1961                | Estádio das Antas, Porto             | Leixões SC           | 2:0                   | FC Porto                    |
| 1961/62                                                                 | 1. Juli 1962                | Estádio Nacional, Oeiras             | Benfica Lissabon     | 3:0                   | Vitória Setúbal             |
| 1962/63                                                                 | 30. Juni 1963               | Estádio Nacional, Oeiras             | Sporting Lissabon    | 4:0                   | Vitória Guimarães           |
| 1963/64                                                                 | 5. Juli 1964                | Estádio Nacional, Oeiras             | Benfica Lissabon     | 6:2                   | FC Porto                    |
| 1964/65                                                                 | 4. Juli 1965                | Estádio Nacional, Oeiras             | Vitória Setúbal      | 3:1                   | Benfica Lissabon            |
| 1965/66                                                                 | 22. Mai 1966                | Estádio Nacional, Oeiras             | Sporting Braga       | 1:0                   | Vitória Setúbal             |
| 1966/67                                                                 | 9. Juli 1967                | Estádio Nacional, Oeiras             | Vitória Setúbal      | 3:2 n. V.             | Académica Coimbra           |
| 1967/68                                                                 | 16. Juni 1968               | Estádio Nacional, Oeiras             | FC Porto             | 2:1                   | Vitória Setúbal             |
| 1968/69                                                                 | 22. Juni 1969               | Estádio Nacional, Oeiras             | Benfica Lissabon     | 2:1 n. V.             | Académica Coimbra           |
| 1969/70                                                                 | 14. Juni 1970               | Estádio Nacional, Oeiras             | Benfica Lissabon     | 3:1                   | Sporting Lissabon           |
| 1970/71                                                                 | 27. Juni 1971               | Estádio Nacional, Oeiras             | Sporting Lissabon    | 4:1                   | Benfica Lissabon            |
| 1971/72                                                                 | 4. Juni 1972                | Estádio Nacional, Oeiras             | Benfica Lissabon     | 3:2 n. V.             | Sporting Lissabon           |
| 1972/73                                                                 | 17. Juni 1973               | Estádio Nacional, Oeiras             | Sporting Lissabon    | 3:2                   | Vitória Setúbal             |
| 1973/74                                                                 | 9. Juni 1974                | Estádio Nacional, Oeiras             | Sporting Lissabon    | 2:1 n. V.             | Benfica Lissabon            |
| 1974/75                                                                 | 14. Juni 1975               | Estádio José Alvalade, Lissabon      | Boavista Porto       | 2:1                   | Benfica Lissabon            |
| 1975/76                                                                 | 12. Juni 1976               | Estádio das Antas, Porto             | Boavista Porto       | 2:1                   | Vitória Guimarães           |
| 1976/77                                                                 | 18. Mai 1977                | Estádio das Antas, Porto             | FC Porto             | 1:0                   | Sporting Braga              |
| 1977/78                                                                 | 18. Juni 1978 24. Juni 1978 | Estádio Nacional, Oeiras             | Sporting Lissabon    | 1:1 n. V. / 2:1 (WS)  | FC Porto                    |
| 1978/79                                                                 | 30. Juni 1979 1. Juli 1979  | Estádio Nacional, Oeiras             | Boavista Porto       | 1:1 n. V. / 1:0 (WS)  | Sporting Lissabon           |
| 1979/80                                                                 | 7. Juni 1980                | Estádio Nacional, Oeiras             | Benfica Lissabon     | 1:0                   | FC Porto                    |
| 1980/81                                                                 | 6. Juni 1981                | Estádio Nacional, Oeiras             | Benfica Lissabon     | 3:1                   | FC Porto                    |
| 1981/82                                                                 | 19. Mai 1982                | Estádio Nacional, Oeiras             | Sporting Lissabon    | 4:0                   | Sporting Braga              |
| 1982/83                                                                 | 21. Aug. 1983               | Estádio das Antas, Porto             | Benfica Lissabon     | 1:0                   | FC Porto                    |
| 1983/84                                                                 | 1. Mai 1984                 | Estádio Nacional, Oeiras             | FC Porto             | 4:1                   | Rio Ave FC                  |
| 1984/85                                                                 | 10. Juni 1985               | Estádio Nacional, Oeiras             | Benfica Lissabon     | 3:1                   | FC Porto                    |
| 1985/86                                                                 | 27. Apr. 1986               | Estádio Nacional, Oeiras             | Benfica Lissabon     | 2:0                   | Belenenses Lissabon         |
| 1986/87                                                                 | 7. Juni 1987                | Estádio Nacional, Oeiras             | Benfica Lissabon     | 2:1                   | Sporting Lissabon           |
| 1987/88                                                                 | 19. Juni 1988               | Estádio Nacional, Oeiras             | FC Porto             | 1:0                   | Vitória Guimarães           |
| 1988/89                                                                 | 28. Mai 1989                | Estádio Nacional, Oeiras             | Belenenses Lissabon  | 2:1                   | Benfica Lissabon            |
| 1989/90                                                                 | 27. Mai 1990 3. Juni 1990   | Estádio Nacional, Oeiras             | CF Estrela Amadora   | 1:1 n. V. / 2:0 (WS)  | SC Farense                  |
| 1990/91                                                                 | 2. Juni 1991                | Estádio Nacional, Oeiras             | FC Porto             | 3:1 n. V.             | SC Beira-Mar                |
| 1991/92                                                                 | 24. Mai 1992                | Estádio Nacional, Oeiras             | Boavista Porto       | 2:1                   | FC Porto                    |
| 1992/93                                                                 | 10. Juni 1993               | Estádio Nacional, Oeiras             | Benfica Lissabon     | 5:2                   | Boavista Porto              |
| 1993/94                                                                 | 5. Juni 1994 10. Juni 1994  | Estádio Nacional, Oeiras             | FC Porto             | 0:0 n. V. / 2:1 (WS)  | Sporting Lissabon           |
| 1994/95                                                                 | 10. Juni 1995               | Estádio Nacional, Oeiras             | Sporting Lissabon    | 2:0                   | Marítimo Funchal            |
| 1995/96                                                                 | 18. Mai 1996                | Estádio Nacional, Oeiras             | Benfica Lissabon     | 3:1                   | Sporting Lissabon           |
| 1996/97                                                                 | 10. Juni 1997               | Estádio Nacional, Oeiras             | Boavista Porto       | 3:2                   | Benfica Lissabon            |
| 1997/98                                                                 | 24. Juni 1998               | Estádio Nacional, Oeiras             | FC Porto             | 3:1                   | Sporting Braga              |
| 1998/99                                                                 | 16. Juni 1999               | Estádio Nacional, Oeiras             | SC Beira-Mar         | 1:0                   | SC Campomaiorense           |
| 1999/00                                                                 | 21. Mai 2000 25. Mai 2000   | Estádio Nacional, Oeiras             | FC Porto             | 1:1 n. V. / 2:0 (WS)  | Sporting Lissabon           |
| 2000/01                                                                 | 10. Juni 2001               | Estádio Nacional, Oeiras             | FC Porto             | 2:0                   | Marítimo Funchal            |
| 2001/02                                                                 | 12. Mai 2002                | Estádio Nacional, Oeiras             | Sporting Lissabon    | 1:0                   | Leixões SC                  |
| 2002/03                                                                 | 15. Juni 2003               | Estádio Nacional, Oeiras             | FC Porto             | 1:0                   | União Leiria                |
| 2003/04                                                                 | 16. Mai 2004                | Estádio Nacional, Oeiras             | Benfica Lissabon     | 2:1 n. V.             | FC Porto                    |
| 2004/05                                                                 | 29. Mai 2005                | Estádio Nacional, Oeiras             | Vitória Setúbal      | 2:1                   | Benfica Lissabon            |
| 2005/06                                                                 | 14. Mai 2006                | Estádio Nacional, Oeiras             | FC Porto             | 1:0                   | Vitória Setúbal             |
| 2006/07                                                                 | 27. Mai 2007                | Estádio Nacional, Oeiras             | Sporting Lissabon    | 1:0                   | Belenenses Lissabon         |
| 2007/08                                                                 | 18. Mai 2008                | Estádio Nacional, Oeiras             | Sporting Lissabon    | 2:0 n. V.             | FC Porto                    |
| 2008/09                                                                 | 31. Mai 2009                | Estádio Nacional, Oeiras             | FC Porto             | 1:0                   | FC Paços de Ferreira        |
| 2009/10                                                                 | 16. Mai 2010                | Estádio Nacional, Oeiras             | FC Porto             | 2:1                   | GD Chaves                   |
| 2010/11                                                                 | 22. Mai 2011                | Estádio Nacional, Oeiras             | FC Porto             | 6:2                   | Vitória Guimarães           |
| 2011/12                                                                 | 20. Mai 2012                | Estádio Nacional, Oeiras             | Académica Coimbra    | 1:0                   | Sporting Lissabon           |
| 2012/13                                                                 | 26. Mai 2013                | Estádio Nacional, Oeiras             | Vitória Guimarães    | 2:1                   | Benfica Lissabon            |
| 2013/14                                                                 | 18. Mai 2014                | Estádio Nacional, Oeiras             | Benfica Lissabon     | 1:0                   | Rio Ave                     |
| 2014/15                                                                 | 31. Mai 2015                | Estádio Nacional, Oeiras             | Sporting Lissabon    | 2:2 n. V. (3:1 i. E.) | Sporting Braga              |
| 2015/16                                                                 | 22. Mai 2016                | Estádio Nacional, Oeiras             | Sporting Braga       | 2:2 n. V. (4:2 i. E.) | FC Porto                    |
| 2016/17                                                                 | 28. Mai 2017                | Estádio Nacional, Oeiras             | Benfica Lissabon     | 2:1                   | Vitória Guimarães           |
| 2017/18                                                                 | 20. Mai 2018                | Estádio Nacional, Oeiras             | Desportivo Aves      | 2:1                   | Sporting Lissabon           |
| 2018/19                                                                 | 25. Mai 2019                | Estádio Nacional, Oeiras             | Sporting Lissabon    | 2:2 n. V. (5:4 i. E.) | FC Porto                    |
| 2019/20                                                                 | 1. Aug. 2020                | Estádio Cidade de Coimbra, Coimbra   | FC Porto             | 2:1                   | Benfica Lissabon            |
| 2020/21                                                                 | 23. Mai 2021                | Estádio Cidade de Coimbra, Coimbra   | Sporting Braga       | 2:0                   | Benfica Lissabon            |
| 2021/22                                                                 | 22. Mai 2022                | Estádio Nacional, Oeiras             | FC Porto             | 3:1                   | CD Tondela                  |
| 2022/23                                                                 | 4. Juni 2023                | Estádio Nacional, Oeiras             | FC Porto             | 2:0                   | Sporting Braga              |
| 2023/24                                                                 | 26. Mai 2024                | Estádio Nacional, Oeiras             | FC Porto             | 2:1 n. V.             | Sporting Lissabon           |
| 2024/25                                                                 | 25. Mai 2025                | Estádio Nacional, Oeiras             | Sporting Lissabon    | 3:1 n. V.             | Benfica Lissabon            |

### Rangliste der Sieger und Finalisten
| Verein                      | Siege | Jahr(e) | FT |
| --------------------------- | ----- | --- | -- |
| Benfica Lissabon            | 26    | 1940, 1943, 1944, 1949, 1951, 1952, 1953, 1955, 1957, 1959, 1962, 1964, 1969, 1970, 1972, 1980, 1981, 1983, 1985, 1986, 1987, 1993, 1996, 2004, 2014, 2017 | 13 |
| FC Porto                    | 20    | 1956, 1958, 1968, 1977, 1984, 1988, 1991, 1994, 1998, 2000, 2001, 2003, 2006, 2009, 2010, 2011, 2020, 2022, 2023, 2024                                     | 14 |
| Sporting Lissabon           | 18    | 1941, 1945, 1946, 1948, 1954, 1963, 1971, 1973, 1974, 1978, 1982, 1995, 2002, 2007, 2008, 2015, 2019, 2025                                                 | 13 |
| Boavista Porto              | 5     | 1975, 1976, 1979, 1992, 1997 | 1  |
| Vitória Setúbal             | 3     | 1965, 1967, 2005 | 7  |
| Belenenses Lissabon         | 3     | 1942, 1960, 1989 | 5  |
| Sporting Braga              | 3     | 1966, 2016, 2021 | 5  |
| Académica de Coimbra        | 2     | 1939, 2012 | 3  |
| Vitória Guimarães           | 1     | 2013 | 6  |
| Leixões SC                  | 1     | 1961 | 1  |
| SC Beira-Mar                | 1     | 1999 | 1  |
| CF Estrela Amadora          | 1     | 1990 | –  |
| Desportivo Aves             | 1     | 2018 | –  |
| Marítimo Funchal            | –     | | 2  |
| Atlético Clube de Portugal  | –     | | 2  |
| Rio Ave FC                  | –     | | 2  |
| GD Chaves                   | –     | | 1  |
| FC Paços de Ferreira        | –     | | 1  |
| União Leiria                | –     | | 1  |
| SC Campomaiorense           | –     | | 1  |
| SC Farense                  | –     | | 1  |
| SC Covilhã                  | –     | | 1  |
| Sport Clube União Torreense | –     | | 1  |
| SC Olhanense                | –     | | 1  |
| GD Estoril Praia            | –     | | 1  |
| CD Tondela                  | –     | | 1  |
| Gesamt:                     | 85    | | 85 |

### Titelverteidigungen und Mehrfachniederlagen
Bisher gelang es nur Benfica den Pokal viermal in Folge zu gewinnen. In den Jahren 1949 und 1951 bis 1953 konnten sie jeweils das Finale für sich entscheiden. Einen dreifachen Erfolg schafften schon drei Vereine: Sporting Lissabon gewann in den Jahren 1945 bis 1946 und 1948, Benfica von 1985 bis 1987, der FC Porto von 2009 bis 2011. Das Pokaldouble errangen vier Mannschaften für sich: Benfica von 1943 bis 1944, 1969 bis 1970 und 1980 bis 1981, Sporting von 1973 bis 1974 und 2007 bis 2008, Boavista Porto von 1975 bis 1976, sowie der FC Porto von 2000 bis 2001.
Zweimal nacheinander als Verlierer verließen drei Klubs das Endspielstadion: Belenenses Lissabon (1940, 1941), Benfica (1974, 1975 und 2020, 2021) und der FC Porto (1980, 1981).